# Frances the Mute
Frances the Mute er debutalbum fra The Mars Volta. Albummet blev udgivet blev udgivet den 1. marts 2005.